# Villalba de la Sierra (kommunhuvudort)
Villalba de la Sierra är en kommunhuvudort i Spanien.   Den ligger i provinsen Provincia de Cuenca och regionen Kastilien-La Mancha, i den centrala delen av landet, 140 km öster om huvudstaden Madrid. Villalba de la Sierra ligger 987 meter över havet och antalet invånare är 659.
Terrängen runt Villalba de la Sierra är huvudsakligen kuperad. Villalba de la Sierra ligger nere i en dal. Runt Villalba de la Sierra är det ganska glesbefolkat, med 38 invånare per kvadratkilometer. Närmaste större samhälle är Cuenca, 19,0 km söder om Villalba de la Sierra. 